# Drycothaea hovorei
Drycothaea hovorei es una especie de escarabajo longicornio del género Drycothaea, familia Cerambycidae. Fue descrita científicamente por Galileo & Martins en 2012.
Habita en Ecuador. Los machos y las hembras miden aproximadamente 11,3 mm. El período de vuelo de esta especie ocurre en el mes de agosto.